# إيرني روس (لاعب كرة قاعدة)
إيرني روس (بالإنجليزية: Ernie Ross)‏ هو لاعب كرة قاعدة أمريكي، ولد في 31 مارس 1880 في تورونتو في كندا، وتوفي بنفس المكان في 28 مارس 1950.

## وصلات خارجية
- إيرني روس على موقعبيزبول رفرنس.كوم (الدوري الرئيسي) (الإنجليزية)
- إيرني روس على موقعبيزبول رفرنس.كوم (الدوري الثانوي) (الإنجليزية)